# Birdsong
Birdsong – miasto w Stanach Zjednoczonych, w stanie Arkansas, w hrabstwie Mississippi.